# Coemgen Conganchnes
Coemgen Conganchnes („o Zrogowaciałej Skórze”) – munsterski bohater wspomniany w legendzie śmierci Celthaira, bohatera i wojownika Ulsteru, syn Dedada mac Sin z Clanna Dedad, wywodzącej się od Milezjan (linia Itha, syna Mileda).
Conganchnes mac Dedad przybył do Ulsteru, by pomścić swego brata, Curoi mac Daire. Ogromnie spustoszył Ulster. Włócznie i miecze nie raniły go z powodu twardej skóry, jak „rogu”. Celtchair przyszedł do niego, by porozmawiać. Obiecał mu wydać swą córkę Niam (Nem) za żonę. Ta pytała go w jaki sposób może być zabity. Conganchnes odpowiedział, że rozpalone do czerwoności krople żelaza muszą przebić się do podeszew i goleni. Niam powtórzyła to ojcu. Celtchair, po dokonaniu tego, odciął mu głowę, nad którą wzniesiono kamienny kopiec w Farney. Tego dnia pod koniec tego dnia pasterze krów (buachailli), będąc w pobliżu kopca, usłyszeli piski szczeniąt wydobywające się z wewnątrz kopca. Znaleźli tam trzy szczenięta. Zabicie Conganchnesa było uważane za najbardziej znakomite dokonanie Celtchaira. Ponieważ Conganchnes był nazwany jedną z trzech najgorszych plag Ulsteru. Jednak w innych źródłach miał wiele żon i pozostawił po sobie potomstwo.

## Małżeństwa i potomstwo
Coemgen miał sześć żon, Meas (Miss), siostrę Eochaida mac Maired z Fermoy w Munsterze oraz pięć córek Celtchaira: Niam (Nem), Anga (Angain), Bil (Ibell) Daill (Dalle) i Scathdercc (Scadarc). Trzy córki Celtchaira były matkami: Bil, Nem i Daille. Conganchnes miał z nimi trzech synów, Conalla Glasa, Buachailla i Corca oraz córkę Geiscneisgeal. Od synów Coemgena wywodziły się następujące plemiona ulsterskie: Corcraige (z dzieci Nem), Casraige, Bentraige (z dzieci Nem), Gabraige lub Garbraige (z dzieci Nem), Cuachraige lub Grugraige (z dzieci Nem), Beathraige, Dál mBuachalla. Corcraige było wasalnym plemieniem w Iveagh przed przybyciem z hUa nEchach. Plemię Bentraige zamieszkiwało w tym samym rejonie. Nazwa pojawiała się także w Cork i Wexford. Zatoka Bantry w Kerry wwodzi swą nazwę od nich. Plemiona Casraige, Gabraige, Cuachraige, Beathraige nie wiadomo, jakie zamieszkiwały tereny. Zaś plemię Dál mBuachalla osiedliło się w dolinie Lagan w North Down.